# Chrysonotomyia
Chrysonotomyia är ett släkte av steklar. Chrysonotomyia ingår i familjen finglanssteklar.

## Dottertaxa tillChrysonotomyia, i alfabetisk ordning[1]
- Chrysonotomyia abdita
- Chrysonotomyia acutangula
- Chrysonotomyia aemilia
- Chrysonotomyia aeneicoxa
- Chrysonotomyia aenella
- Chrysonotomyia alajuelae
- Chrysonotomyia albicornis
- Chrysonotomyia albicoxa
- Chrysonotomyia albifascia
- Chrysonotomyia albogilva
- Chrysonotomyia alpigena
- Chrysonotomyia altamirae
- Chrysonotomyia ambonata
- Chrysonotomyia appannai
- Chrysonotomyia arenalicola
- Chrysonotomyia auripunctata
- Chrysonotomyia babayanzi
- Chrysonotomyia barbata
- Chrysonotomyia bimaculata
- Chrysonotomyia bivittata
- Chrysonotomyia burrufascia
- Chrysonotomyia cardinalis
- Chrysonotomyia caribensis
- Chrysonotomyia casacocae
- Chrysonotomyia cecropiae
- Chrysonotomyia chamaeleon
- Chrysonotomyia citrinigaster
- Chrysonotomyia cnecosoma
- Chrysonotomyia conostegiae
- Chrysonotomyia corallina
- Chrysonotomyia cornigera
- Chrysonotomyia corynata
- Chrysonotomyia crassipes
- Chrysonotomyia crinipennis
- Chrysonotomyia crotapha
- Chrysonotomyia deltaceps
- Chrysonotomyia dictyota
- Chrysonotomyia dinomerinx
- Chrysonotomyia disticha
- Chrysonotomyia dolichogaster
- Chrysonotomyia dolichura
- Chrysonotomyia dominicana
- Chrysonotomyia douglassi
- Chrysonotomyia dumasi
- Chrysonotomyia epacra
- Chrysonotomyia erugata
- Chrysonotomyia fasciata
- Chrysonotomyia froudei
- Chrysonotomyia galbina
- Chrysonotomyia godoyae
- Chrysonotomyia grossa
- Chrysonotomyia helvola
- Chrysonotomyia hyalinipennis
- Chrysonotomyia indigitus
- Chrysonotomyia ingagena
- Chrysonotomyia jimenezi
- Chrysonotomyia karakalensis
- Chrysonotomyia laevis
- Chrysonotomyia laeviscuta
- Chrysonotomyia lapierrei
- Chrysonotomyia latistipes
- Chrysonotomyia lavirgenensis
- Chrysonotomyia leucocera
- Chrysonotomyia leucotela
- Chrysonotomyia limbata
- Chrysonotomyia lioceps
- Chrysonotomyia liosoma
- Chrysonotomyia locustivora
- Chrysonotomyia longiclava
- Chrysonotomyia longiscuta
- Chrysonotomyia longissima
- Chrysonotomyia macrura
- Chrysonotomyia maculata
- Chrysonotomyia maurogaster
- Chrysonotomyia megalops
- Chrysonotomyia melasoma
- Chrysonotomyia metallica
- Chrysonotomyia micraulax
- Chrysonotomyia mira
- Chrysonotomyia montigena
- Chrysonotomyia multitincta
- Chrysonotomyia nectandrigena
- Chrysonotomyia neeigena
- Chrysonotomyia niveicornis
- Chrysonotomyia niveicrus
- Chrysonotomyia obesula
- Chrysonotomyia osae
- Chrysonotomyia pallidiventris
- Chrysonotomyia pansata
- Chrysonotomyia parva
- Chrysonotomyia perlonga
- Chrysonotomyia phenacapsia
- Chrysonotomyia pherocera
- Chrysonotomyia pilata
- Chrysonotomyia piperigena
- Chrysonotomyia planipes
- Chrysonotomyia planiseta
- Chrysonotomyia postmarginaloides
- Chrysonotomyia propodealis
- Chrysonotomyia pubipennis
- Chrysonotomyia reticulata
- Chrysonotomyia rexia
- Chrysonotomyia rubii
- Chrysonotomyia santarosae
- Chrysonotomyia serjaniae
- Chrysonotomyia setiscuta
- Chrysonotomyia strigifer
- Chrysonotomyia striolata
- Chrysonotomyia sudoensis
- Chrysonotomyia temporata
- Chrysonotomyia thapsina
- Chrysonotomyia thysanota
- Chrysonotomyia tobiasi
- Chrysonotomyia tristicha
- Chrysonotomyia trjapitzini
- Chrysonotomyia unifasciata
- Chrysonotomyia upalacola
- Chrysonotomyia variegata
- Chrysonotomyia varitincta
- Chrysonotomyia voltairei
- Chrysonotomyia xuthotela
- Chrysonotomyia younusi